# ナゴムの話
『ナゴムの話 トンガッチャッタ奴らへの宣戦布告』は、Quick Japanに連載されていたインディーズレーベル「ナゴムレコード」の回顧録である。2000年に太田出版より刊行された。

## 概要
有頂天、筋肉少女帯、人生、たま、カステラ、カーネーション、ばちかぶり、死ね死ね団……ナゴム全36バンドを収録。メンバーによる証言構成多数。

## もくじ
- 有頂天（前編） - “有頂天”が動員ゼロ！赤字四万円？
- 筋肉少女帯（前編） - 日本のマーク・ステュアートだ！
- 空手バカボン - “YMO”をエレクトーン一台でやっちゃえ!
- グレイトリッチーズ - クリスマスの渋谷屋根裏で“銭投げ事件”勃発！
- オレンジチューブ - ナゴムで一番売れなかったレコード!?
- 木魚 - うぐいすぱんにうぐいすがはいっていないのはなぜ？
- モノクロームワールド - 地元栃木で二〇〇人を動員するバンド
- カーネーション - できた時から大自信作!!奇蹟の曲「夜の煙突」
- 東京遊民Co.,Ltd. - ナゴム屈指のローテク女の子バンド
- 不思議なバレッツ - 安全圏ナゴムに暴力事件発生!?
- 新東京正義乃士 - こういう曲が歌謡曲になるべきだ!!
- カヌーズ - ナゴムという名前をストレートに反映した希有なバンド
- ドレミ合唱団 - あのミュージシャンも在籍の実力派バンド
- ばちかぶり - 田口トモロヲ率いるナゴムの救世主！
- 有頂天（後編） - “インディーズ御三家”の仲間入り
- 筋肉少女帯（後編） - 『高木ブー伝説』回収騒動勃発！
- ゲんドうミサイル -  “ゲんドうミサイル”だ！わかったか！
- 死ね死ね団 - レコードのギャラをもらった裏話とは!?
- ロシアバレエ団 - 矢野顕子のような天才？それとも音痴？
- ピッキーピクニック - 実験色の濃い部分をポップにするリハビリ？
- 人生 - “電気グルーヴ”の原点、驚異のダンスバンド登場！
- ミシン - 「ライブはたくさんやってます」とかウソ言ってた
- ペーターズ - ナウなバンド“ペーターズ”登場！
- ミン＆クリナメン - 蝉を食うバンドついにナゴム入り!?
- 加藤賢崇 - ナゴム発足メンバーの罪滅ぼし？
- クララサーカス - なんであの時こんな曲が作れたんだろう
- カステラ - 超大型堀り出し物“カステラ”発見！
- えろちか - 大正ロマン「昼下がりのお秘め事」
- ミンカ・パノピカ - “有頂天”もこういう風にすれば売れる？
- モノグラム - おかんがナゴムへの参加を決定?
- グランドファーザーズ - 人生の中で記念碑的なものになってる
- エピークラブ - 「コケガネソシエティー」とは、社会的コケガネです
- モデルプランツ - 「いとこでナゴムってヤだな」って言ってた
- 痛郎  - 演奏が始まって数秒で客が止まってた
- たま - ナゴムの借金を完済したイカ天キング
- アルルカン - 手に安全ピンを刺しながら見るバンド!?
- マーガレット - 押しの強さでナゴムに滑り込み参加
- マサ子さん - ナゴムギャルがついにアーティストに！
- 「宝島」に掲載されたナゴムの手書き広告
- ナゴムレコード全ディスコグラフィー
- ナゴムレコードの閉社

## 書誌情報
現在は絶版となっている。
- 平田順子『ナゴムの話 トンガッチャッタ奴らへの宣戦布告』太田出版 2000年 ISBN 4872335163